# Dino Dan
Dino Dan é uma série de televisão canadense criada e dirigida por J. J. Johnson. Protagonizada por Jason Spevack, mescla movimentos reais com animação 3D CGI.
A série se estreou de aires a as 13:00 ET/PT tempo em 17 de outubro de 2010 no Nick Jr. nos Estados Unidos. No Canadá estreou na TVO Kids (também co-produtor) no dia 4 de janeiro de 2010. Na América Latina foi exibida pelo Discovery Kids de 14 de março de 2011 a 3 de janeiro de 2016 (reexibido até 30 de setembro de 2016).
A série é produzida pela Sinking Ship Entertainment em associação com a TVO Kids (também emissora canadense), com a Access, com a Knowledge Network e com a SCN. A dublagem brasileira foi feita nos estúdios VoxMundi em São Paulo, SP.
Teve uma continuação, Dino Dana, lançada no Amazon Prime a partir de 26 de maio de 2017, estreando na Universal Kids em 6 de outubro de 2018 (três anos depois do término dos direitos do Nick Jr.). Em Portugal foi exibida pelo Canal Panda.
Em 2014, foi ganhadora do Prêmio Emmy da Programação Diurna na categoria de melhor série recomendada para pré-escolares.

## Sinopse
Com 10 anos de idade Dan aprende sobre dinossauros, como ele conduz experimentos sobre dinossauros que ele vê em seu ambiente. Embora eles parecem ser o resultado de sua imaginação ativa, alguns animais também têm visto eles, como seu cachorro. Na verdade eles podem ver mas não tem a chance, o que explica o episódio "O caso do Pterossauro".

## Dino Dana
Dino Dana estreou em 26 de maio de 2017 na Amazon Prime nos EUA e no Reino Unido. A TVO Kids estreou a série em Junho de 2017 no Canadá. Na América Latina foi exibida pelo Nat Geo Kids de 17 de setembro de 2018 a 6 de março de 2020 (reexibido até 1 de outubro de 2021).
Dino Dana é sobre uma menina de nove anos de idade chamada Dana Jain, que pretende realizar "experimentos de dino" que a ensina mais sobre dinossauros, pterossauros, répteis marinhos pré-históricos e mamíferos pré-histórico. Outros personagens incluem Saara (a meia-irmã mais velha de Dana), Ava (a mãe de Dana e madrasta de Saara) e Gloria (a avó de Dana no lado da Ava).

## Episódios de Dino Dana
| Temporada | Temporada | Episódios | Exibição original    | Exibição original    | Exibição no Brasil     | Exibição no Brasil |
| Temporada | Temporada | Episódios | Estreia de temporada | Final de temporada   | Estreia de temporada   | Final de temporada |
| --------- | --------- | --------- | -------------------- | -------------------- | ---------------------- | ------------------ |
|           | 1         | 13        | 24 de maio de 2017   | 19 de agosto de 2017 | 17 de setembro de 2018 | Presente           |
|           | 2         | 13        | 19 de março de 2018  | 14 de agosto de 2018 | —                      | —                  |

Temporada 1 (2017)
| #   | Título Brasileiro                 | Título Original                 | Estreia Original       | Estreia Brasileira     |
| --- | --------------------------------- | ------------------------------- | ---------------------- | ---------------------- |
| 1/2 | O Guia dos Dinossauros            | Dino Field Guides               | 24 de Maio de 2017     | 17 de Setembro de 2018 |
| 3   | Mergulhadores Dino                | Dino Divers                     | 03 de Junho de 2017    | 18 de Setembro de 2018 |
| 4   | Um Jogo de Microraptor e Rato     | A Game of Microraptor and Mouse | 03 de Junho de 2017    | 18 de Setembro de 2018 |
| 5   | Tudo da Mesma Dino Família        | All In The Dino Family          | 10 de Junho de 2017    | 19 de Setembro de 2018 |
| 6   | Cobras e Dinossauros              | Snakes and Dinosaurs            | 10 de Novembro de 2017 | 19 de Setembro de 2018 |
| 7   | Dinos com Penas                   | Dinos of a Feather              | 17 de Junho de 2017    | 20 de Setembro de 2018 |
| 8   | Conversa com Bebê Dino            | Dino Baby Talk                  | 17 de Junho de 2017    | 20 de Setembro de 2018 |
| 9   | Doutor Dino                       | Dino Doctor                     | 24 de Junho de 2017    | 21 de Setembro de 2018 |
| 10  | Seja meu Bebê Dino                | Be My Dino Baby                 | 24 de Junho de 2017    | 21 de Setembro de 2018 |
| 11  | Dino Defensora                    | Dino Defender                   | 01 de Julho de 2017    | 24 de Setembro de 2018 |
| 12  | Dias de Verão Dino                | Dino Days of Summer             | 01 de Julho de 2017    | 25 de Setembro de 2018 |
| 13  | Convocando Todos os Plesiossauros | Calling All Plesiosaurs         | 08 de Julho de 2017    | 26 de Setembro de 2018 |
| 14  | O Rei da Pista de Dança           | King of the Dance Floor         | 08 de Julho de 2017    | 27 de Setembro de 2018 |
| 15  | Caçadoras de Fósseis              | Fossil Finders                  | 15 de Julho de 2017    | 28 de Setembro de 2018 |
| 16  | TBA                               | Dino Rescue Train               | 15 de Julho de 2017    | 01 de Outubro de 2018  |
| 17  | TBA                               | Mega Tooth                      | 22 de Julho de 2017    | 02 de Outubro de 2018  |
| 18  | TBA                               | Dino Dodgeball                  | 22 de Julho de 2017    | 03 de Outubro de 2018  |
| 19  | TBA                               | Get That Incisivosaurus!        | 29 de Julho de 2017    | 04 de Outubro de 2018  |
| 20  | TBA                               | Dino Sight                      | 29 de Julho de 2017    | 05 de Outubro de 2018  |
| 21  | TBA                               | I Dig History                   | 05 de Agosto de 2017   | 08 de Outubro de 2018  |
| 22  | TBA                               | Dinomite                        | 05 de Agosto de 2017   | 09 de Outubro de 2018  |
| 23  | TBA                               | Face Your Fearosaurus           | 12 de Agosto de 2017   | 10 de Outubro de 2018  |
| 24  | TBA                               | Herd it Loud and Clear          | 12 de Agosto de 2017   | 11 de Outubro de 2018  |
| 25  | TBA                               | Dino Matchmaker                 | 19 de Agosto de 2017   | 12 de Outubro de 2018  |
| 26  | TBA                               | Lost and Sound                  | 19 de Agosto de 2017   | 15 de Outubro de 2018  |

## Elenco
| Elenco            | Personagem        |
| ----------------- | ----------------- |
| Jason Spevack     | Daniel Henderson  |
| Ricardo Hoyos     | Ricardo Sanchez   |
| Isaac Durnford    | Cory Schluter     |
| Jaclyn Forbes     | Kami Douglas      |
| Allana Harkin     | Jessica Henderson |
| Keana Bastidas    | Jordan Miralles   |
| Sydney Kuhne      | Angie Elia        |
| Alana Bridgewater | Sra. Nicholls     |
| Sarah Carver      | Sra. Carver       |
| Trek Buccino      | Trek Henderson    |
| Tristan Samuel    | Tristan           |
| Andrea Martin     | Sra. Hahn         |
| Jayne Eastwood    | Vó do Dan         |
| Mark McKinney     | Sr. Dumbheller    |

## Canais de Transmissão
- Canadá: TVO Kids
- Brasil: Discovery Kids e Nat Geo Kids
- E.U.A: Nick Jr
- Portugal: Canal Panda

## Ligacões externas
- «Sítio oficial»